# ماسیمیلیانو جنتیلی
ماسیمیلیانو جنتیلی (ایتالیایی: Massimiliano Gentili؛ زادهٔ ۱۶ سپتامبر ۱۹۷۱) دوچرخه‌سوار اهل ایتالیا است.